# День работников гидрометеорологической службы Украины
День работников гидрометеорологической службы (укр. «День працівників гідрометеорологічної служби») — профессиональный праздник для тех, кто так или иначе причастен к работе гидрометеорологической службы Украины, и который отмечается на Украине ежегодно 19 ноября.
День работников гидрометеорологической службы получил на Украине статус официального государственного профессионального праздника в 2003 г. 11 марта 2003 года в столице украинской республики городе-герое Киеве, второй президент Украины Л. Д. Кучма подписал Указ № 208/2003 «Про День работников гидрометеорологической службы», который и предписывал отмечать эту дату ежегодно 19 ноября. В президентском указе Леонида Кучмы в частности говорилось, что новый профессиональный праздник в стране вводится «учитывая важную роль работников гидрометеорологической службы в обеспечении органов государственной власти, органов местного самоуправления, населения гидрометеорологической информацией, прогнозами и предупреждениями об опасных и стихийных явлениях, в решении других общегосударственных задач…».
Введение этого праздника есть дань уважения со стороны украинской власти всем работникам гидрометеорологической службы Украины. Это подтверждают слова президента Ющенко, который в 2008 году в своем поздравительном послании сказал:

Вы делаете важное дело — прогнозируете погоду, предупреждаете людей об опасных природных явлениях. Без ваших прогнозов уже невозможно представить повседневную жизнь наших граждан. Своевременной и достоверной информации о погодных условиях ждет от вас отечественное хозяйство.

Уже традиционно в День работников гидрометеорологической службы руководство страны и высшие должностные лица Украины поздравляют работников с этим профессиональным праздником, а наиболее отличившиеся из них награждаются премиями, памятными подарками, правительственными грамотами и благодарностями руководства.
В настоящее время в гидрометеорологической службе Украины работает более 4-х тысяч человек.